# フェラーリ・126C2
フェラーリ126C2 (Ferrari 126C2) は、スクーデリア・フェラーリが1982年のF1世界選手権参戦用に開発したフォーミュラ1カー。ハーベイ・ポスルスウェイトが設計し、1982年の開幕戦から最終戦まで使用された。1983年は開幕戦から第8戦まで、改修型の126C2Bが使用された。

## 126C2
126C2は、バンク角120度のV6ターボ（Compressore）エンジン搭載マシンの2代目、から取られた。
1981年よりシャーシデザイナーとして加入したポスルスウェイトのフェラーリ第1作目であり、旧態化していたセミモノコック方式から脱却し、一般的なアルミハニカムパネルのフルモノコックシャーシに切替えられた。
当時の他のグラウンド・エフェクト・カーと同様、サイドポンツーンのウィング構造を最大化した皺寄せでコクピットが前進し、ペダルは前車軸よりも前方に位置していた。タイヤメーカーはミシュランからグッドイヤーにスイッチ。
エンジンは126CKでチームとして初めて導入したV6ツインターボエンジン（Tipo021エンジン）を継続使用する。また、アジップと共同でウォーターインジェクションの開発も行い、1982年シーズン後半から実戦投入された。エンジンの信頼性は高く、エンジントラブルによるリタイヤはなかった。
シーズン中にはカーボンディスクブレーキを導入。ヴィルヌーヴの事故を受けてコクピット周辺にカーボンパネルの補強が施された。また、グラウンド・エフェクトの強いダウンフォースに対応するため、フロントサスペンションがロッキングアームからプルロッド方式に改造された。これに伴い、サスペンションを覆っていたボディカウルが無くなった。フロントウィングは左右分割式から312Tシリーズと同じシングルプレートに戻された。
シャーシナンバーが055 - 064までの計10台が新規に制作され、126CKのシャーシナンバー049Bも126C2化された。049Bの126C2はヘッドレストが五角形のすり鉢状のくぼみがあったため、容易に見分けがついた。

### 1982年シーズン
この年、フェラーリは1979年以来となる、タイトル争いに絡んできた。1982年はFOCA（F1製造者協会）とFISA（国際自動車スポーツ連盟、現在はFIAが吸収）の対立が激化した年でもあった。その中で様々な事件が起こった。フェラーリにとっては2人ものドライバーが事故によって戦列を去り2度と復帰することは無かった、悲劇のシーズンを走ったマシンだった。
ロングビーチでおこなわれた第3戦アメリカ西GPで、2枚のリヤウイングを前後にずらして互い違いに装着し、ウイングの幅をマシンの全幅規定いっぱいとした「ダブルウイング」を投入。リヤウイングの幅は1,100mm以下との規定を拡大解釈したものだったが。これは当時流行った水タンクを使用した車重の軽量化に抗議するものだった。結局3位フィニッシュしたヴィルヌーヴは失格となるが、開幕戦でのリザルトでのウィリアムズとブラバム勢が失格となった。
第4戦サンマリノGPはディディエ・ピローニとジル・ヴィルヌーヴのワンツー・フィニッシュとなったが、ピローニがチーム・オーダーを無視しヴィルヌーヴの優勝を奪ったことで、ドライバー二人の関係は極度に悪化してしまった。ゾルダーで行われた翌第5戦ベルギーGPの予選中、126C2を駆るヴィルヌーヴがヨッヘン・マスのマーチ821に乗り上げクラッシュ。マシンは前半部分が破壊され、さらにシートベルトが千切れてヴィルヌーヴはマシンから放り出された。結局彼は背骨など複数箇所を骨折しており、死亡した。
第8戦カナダGPではピローニがポールポジションを獲得するも、スタートでエンジンストール。そこに後方からのスタートだったオゼッラFA1Cを駆るリカルド・パレッティがフルスピードで衝突。ピローニに怪我は無かったが、パレッティは胸郭破裂で死亡した。
さらに第12戦ドイツGPでは、ピローニがアラン・プロストのルノーRE30Bに後方から激突。フロント部分が完全に押しつぶされたせいで両足粉砕骨折を負い、F1からの引退を余儀なくされてしまった。
レギュラードライバー2名の相次ぐ不幸により、ドライバーズチャンピオン獲得は不可能となったが、代役として起用されたパトリック・タンベイとマリオ・アンドレッティが健闘し、最終的に1982年のコンストラクターズチャンピオンを獲得することができた。

### スペック

#### シャーシ
- シャーシ名 126C2
- シャーシ構造 アルミハニカム製モノコック
- 全長 4,333 mm
- 全幅 2,110 mm
- 全高 1,025 mm
- ホイールベース 2,657.8 - 2,856 mm
- 前トレッド 1,784mm
- 後トレッド 1,644mm
- クラッチ ボーク＆ベック
- ブレーキキャリパー ブレンボ
- ホイール スピードライン
- タイヤ グッドイヤー

#### エンジン
- エンジン名 Tipo021
- 気筒数・角度 V型6気筒ターボ・120度
- 排気量 1,496.4cc
- 最大馬力 580/720（水噴射システム使用予選用エンジン〈フランスGPのみ〉[3]）馬力
- スパークプラグ チャンピオン
- 燃料・潤滑油 アジップ

### 記録
| 年   | No. | ドライバー             | 1   | 2   | 3   | 4   | 5   | 6   | 7   | 8   | 9   | 10  | 11  | 12  | 13  | 14  | 15  | 16  | ポイント | ランキング |
| 年   | No. | ドライバー             | RSA | BRA | USA | SMR | BEL | MON | USA | CAN | NED | GBR | FRA | GER | AUT | SUI | ITA | USA | ポイント | ランキング |
| ---- | --- | ---------------------- | --- | --- | --- | --- | --- | --- | --- | --- | --- | --- | --- | --- | --- | --- | --- | --- | -------- | ---------- |
| 1982 | 27  | ジル・ヴィルヌーヴ     | Ret | Ret | DSQ | 2   | DNS |     |     |     |     |     |     |     |     |     |     |     | 74       | 1位        |
| 1982 | 27  | パトリック・タンベイ   |     |     |     |     |     |     |     |     | 8   | 3   | 4   | 1   | 4   | Ret | 2   | DNS | 74       | 1位        |
| 1982 | 28  | ディディエ・ピローニ   | 18  | 6   | Ret | 1   | DNS | 2   | 3   | 9   | 1   | 2   | 3   | DNS |     |     |     |     | 74       | 1位        |
| 1982 | 28  | マリオ・アンドレッティ |     |     |     |     |     |     |     |     |     |     |     |     |     |     | 3   | Ret | 74       | 1位        |

- 太字はポールポジション、斜字はファステストラップ、DSQは失格、DNSは出走せず。

## 126C2B
126C2Bは1983年より導入されたフラットボトム規制に対応する形で、126C2を改造して製作された。グラウンド・エフェクトのダウンフォースが利用できなくなったため前後のウィングを大型化し、リアウィングの翼端板を延長して外側に小形のウィングレットを取り付けた。また、後輪荷重を稼ぐため、ブラバム・BT52と同様にラジエターなどの補機類をエンジン周辺にまとめ、重量配分を後ろ寄りにした。
126C2Bは本来の1983年用マシンである126C3の製作が遅れていたため、シーズン半ばの第8戦カナダGPまで使用され、2勝4PPと活躍した。
126C2として製作されたシャーシのうち、シャーシナンバーが063 - 065までの計3台が126C2Bに改修された。

### スペック

#### シャーシ
- シャーシ名 126C2
- シャーシ構造 アルミハニカム製モノコック
- ホイールベース 2,660 mm
- 前トレッド 1,770 mm
- 後トレッド 1,660 mm
- クラッチ ボーク＆ベック
- ブレーキキャリパー ブレンボ
- タイヤ グッドイヤー

#### エンジン
- エンジン名 Tipo021
- 気筒数・角度 V型6気筒ターボ・120度
- 排気量 1,496.4cc
- 最大馬力 580馬力以上
- スパークプラグ チャンピオン
- 燃料・潤滑油 アジップ

### 記録
| 年   | No. | ドライバー           | 1   | 2   | 3   | 4   | 5   | 6   | 7   | 8   | 9   | 10  | 11  | 12  | 13  | 14  | 15  | ポイント | ランキング |
| 年   | No. | ドライバー           | BRA | USW | FRA | SMR | MON | BEL | USE | CAN | GBR | GER | AUT | NED | ITA | EUR | RSA | ポイント | ランキング |
| ---- | --- | -------------------- | --- | --- | --- | --- | --- | --- | --- | --- | --- | --- | --- | --- | --- | --- | --- | -------- | ---------- |
| 1983 | 27  | パトリック・タンベイ | 5   | Ret | 4   | 1   | 4   | 2   | Ret | 3   |     |     |     |     |     |     |     | 89       | 1位        |
| 1983 | 28  | ルネ・アルヌー       | 10  | 3   | 7   | 3   | Ret | Ret | Ret | 1   |     |     |     |     |     |     |     | 89       | 1位        |

- 太字はポールポジション、斜字はファステストラップ